# Karl Fichtner

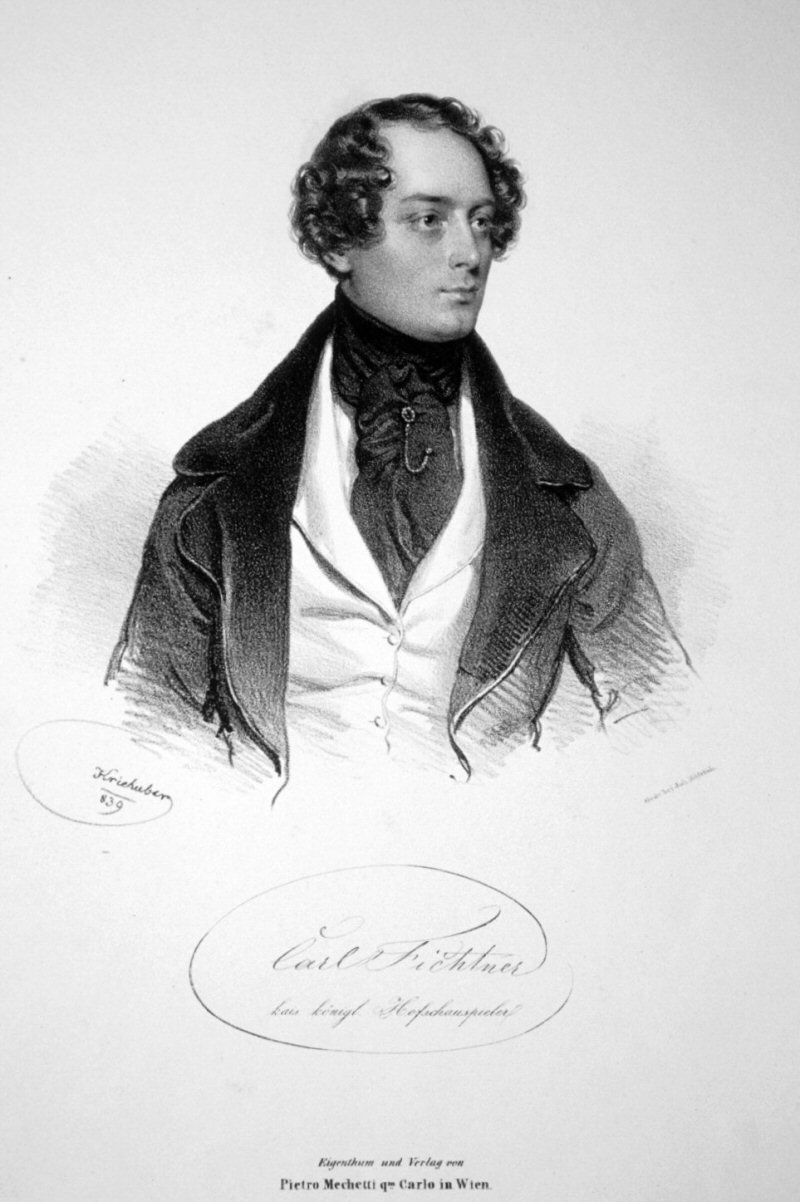
Karl Fichtner, litografi av Joseph Kriehuber, 1839.

Karl Fichtner, född 7 juni 1805 i Coburg, död 19 augusti 1873, var en tysk skådespelare.
Fichtner var från 1822 verksam i Wien, 1824-65 vid Burgteatern. Han verkade från 1841 även som regissör. Fichtner gjorde sig tidigt ett namn som älskare i såväl skådespelet som lustspelet och blev senare Burgteaterns mönsterframställare av den högre komedins resonörs- och karaktärsroller. År 1830 gifte han sig med skådespelaren Elise Koberwein.